# Рахов, Алексей Владимирович
Алексей Владимирович Рахов (род. 28 мая 1960 года, Ленинград, СССР) — российский и советский рок-музыкант, композитор и мультиинструменталист, известный по участию в группах «Странные игры», «Мануфактура», «Deadушки», «АВИА», «НОМ», «Снега».

## Биография
В 1983 году окончил факультет электроники ЛЭТИ. В этом же году вошёл в состав группы «Странные игры», с которой записал два альбома. Параллельно со «Странными играми» Рахов вместе с Виктором Салтыковым и Александром Кондрашкиным играет в составе группы «Мануфактура». После распада обеих групп стал одним из основателей «АВИА», в составе которой принял участие в записи пяти альбомов и гастролях по Западной Европе.
Вернувшись в Россию в начале 1990-х годов, принимает участие в проекте Сергея Курехина «Поп-механика». В 1994 году входит в состав группы «НОМ», с которой ранее принимал участие в качестве сессионного и концертного музыканта. В 1996 году выходит их совместный альбом «Во имя разума». Сотрудничество с группой продолжается до 1998 года. Но в 2002 году Рахов принимает участие в записи альбома группы «НОМ» «8 УЕ».
В 1998 году основывает вместе с коллегой по «Странным играм» Виктором Сологубом группу «Deadушки», в составе которой записывает четыре альбома, в том числе и совместные альбомы с Борисом Гребенщиковым и Вячеславом Бутусовым.
В 2000-х годах основал несколько экспериментальных проектов, одним из таких стала основанная в 2005 году группа «Снега».

## Дискография
«Странные игры»:
- Метаморфозы (1983)
- Концерт в Ленэнерго (1984—1985)
- Смотри в оба (1986)

«Мануфактура»:
- Зал ожидания (1983)
- Дорога (1984; запись программы II фестиваля Ленинградского рок-клуба)

«АВИА»:
- Жизнь и творчество композитора Зудова (1986)
- Бомбей (1986)
- АВИА Всем! (1988)
- Ура! (1991)
- Песни о природе и любви (1994)
- Жизнь после жизни (1995)

«НОМ»:
- К чортям собачьим (1990)
- Супердиск (1992)
- Сенька-Мосг/хаз (1994)
- Live is game (1994)
- Во имя разума (1996)
- Liveжир (1998)
- 8 УЕ (2002)

«Deadушки»:
- Искусство каменных статуй (1996)
- Борис Гребенщиков и Deadушки (1998)
- Элизобарра-торр (2000)
- Настасья (сингл) (2000)
- PoR.no (2001)

## Кинематограф

### Автор музыки к фильмам
- 2024 — У края бездны (документальный)

### Роли в фильмах
| Год  |     | Название                | Роль                     |
| ---- | --- | ----------------------- | ------------------------ |
| 1977 | ф   | Ключ без права передачи | ученик 10-го «Б»         |
| 1987 | ф   | Взломщик                | Имя персонажа не указано |
| 1987 | док | Очень вас всех люблю... | Имя персонажа не указано |
| 2009 | ф   | Живая история           | Имя персонажа не указано |